# ترقب (عاطفة)

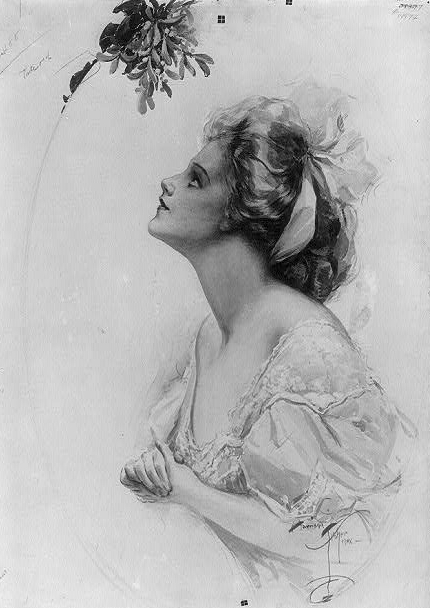
ترقب (1909) لوحة لهاريسون فيشر

الترقب (بالإنجليزية: Anticipation)‏ هي عاطفة تنطوي على المتعة أو القلق عند التفكير في حدث مُتوقع أو مُنتظر. وتشمل مشاعر الخوف والقلق والأمل والثقة. وعندما لا يحدث ما يترقب حدوثه، تأتي خيبة الأمل (لحدث إيجابي) أو الارتياح [الإنجليزية] (لحدث سلبي).

## بوفه آلية دفاعية
اعتبر روبن سكينر [الإنجليزية] الترقب أحد "الطرق الناضجة للتعامل مع الإجهاد الحقيقي...فالناس تميل إلى تقليل ضغوط بعض التحديات الصعبة من خلال توقع ما سيكون عليه الأمر والاستعداد لكيفية التعامل معه". هناك دليل على أن "استخدام الدفاعات الناضجة ( التسامي، الترقب) يميل إلى الزيادة مع تقدم العمر"، ومع ذلك فإن توقع الأحداث السلبية نفسها يميل إلى الانخفاض مع تقدم العمر.

## الرغبة
"الترقب هو العنصر الأساسي في الرغبة الجنسية. " حيث أن "الجنس له مكون إدراكي رئيسي - أهم عنصر للرغبة هو الترقب الإيجابي". أحد أسماء الترقب الممتع هو الإثارة. [بحاجة لمصدر]
على نطاق أوسع، يُعد الترقب قوة محفزة مركزية في الحياة اليومية، "العملية الطبيعية للتوقع الخيالي أو التكهن بالمستقبل". وللاستمتاع بالحياة، "يحتاج المرء إلى الإيمان بالزمن بوصفه وسيلة واعدة للقيام بالأشياء؛ كما يحتاج أن يكون قادرًا على تحمل آلام وملذات الترقب والتأجيل". 

## في الموسيقى
ثمة نظريات تفسر الترقب في الموسيقى، وتعد نظريتا الأعصاب من الموسيقي ديفيد تيموثي شيس من أبرز هذه النظريات، حيث تعزو بناء التوقعات والترقب إلى تطور مكونات الصوت في الجهاز العصبي (تطور دارويني للاستجابة المتوقعة للصوت/الإيقاع/الهارموني)، واستخدام تتابعات الأكورديونات الماهرة المرتبطة بهذا التطور العصبي (مثل الاستمرار على الأكورد السابع الرابع حتى تتحقق التوقعات مع "الأكورد بي7"، "آيه"، "إي"، أو تتابع أكوردات المعروفة جيدًا "أيه أم/دي7/جي الإغراء والإرضاء" مع تغييرات في دائرة الخامسات).
النظرية الثانية المقبولة بقدرٍ جيد هي "آي-تي-بي-آر-إيه" لـ هيورون، والتي تتكون من خمسة وحدات تتعلق بالتوقعات الموسيقية، حيث تستند إلى التوتر الخيالي السابق الذي يصل إلى بداية الحدث/الأفق، حيث تتذبذب (تتناوب) التنبؤات والردود في نظام الاستجابة، ويؤدي ذلك إلى ردود فعل تقييمية.
ممن وجهة نظر عالمية، وعلى الرغم من وجود الآلاف من أنواع المقامات الموسيقية المتنوعة في جميع أنحاء العالم، إلا أن هناك شعور إنساني عالمي وشامل بالرضا عند العودة إلى نغمة البداية في هذا المقام (على سبيل المثال، نغمة "سي" في مقام الدو الرئيسي والمفتاح والنغمة الرئيسية لمقام دو الرئيسي).
في سياق الموضوع الأوسع للموسيقى والعاطفة، يتضمن نموذج يُمكن ترجمة نموذج بريكفيم للموسيقى والعواطف.
من الناحية الفنية، يشير الترقب أيضًا تحديدًا إلى نوع من النغم غير المحوري type of nonchord tone.

## في الظواهر
بالنسبة للفيلسوف ظاهري [الإنجليزية] إدموند هوسرل، فإن التوقع هو سمة أساسية للعمل الإنساني. "ففي كل عمل نعرف الهدف مسبقًا في شكل من التوقعات التي تكون "فارغة"، في معنى غامض... و[نحن] نسعى من خلال عملنا إلى تحقيقه تدريجيًا وتحويله إلى واقع ملموس".
- توقع
- توقع (عاطفة)
- أمل
- تفاؤل
- إيمان
- ثقة
- الإشباع المتأخر